# دوري غيانا لكرة القدم 2016–17
دوري غيانا لكرة القدم 2016–17 هو الموسم 16 من دوري غيانا لكرة القدم. أقيم بتاريخ 27 نوفمبر 2016، وكان عدد الأندية المشاركة فيه 6، وفاز فيه Guyana Defence Force FC ‏.